# 中町 (目黒区)
中町（なかちょう）は、東京都目黒区の地名。現行行政地名は中町一丁目および中町二丁目。住居表示実施済区域。

## 地理
目黒区の北東部に位置する。町域北部は五本木・祐天寺にそれぞれ接する。北東部は中目黒に接する。東部は目黒に接する。南部は目黒通りに接し、これを境に下目黒に接する。西部は中央中通りに接し、これを境に中央町に接する。町域北辺沿いには駒沢通りが通っている。また町域内には中町通り、油面（あぶらめん）通りが通っている。町域内は主に住宅地として利用される。

### 地価
住宅地の地価は、2025年（令和7年）1月1日の公示地価によれば、中町1-11-14の地点で81万5000円/m2となっている。

## 世帯数と人口
2025年（令和7年）3月1日現在（目黒区発表）の世帯数と人口は以下の通りである。
| 丁目       | 世帯数    | 人口    |
| ---------- | --------- | ------- |
| 中町一丁目 | 2,756世帯 | 5,038人 |
| 中町二丁目 | 2,844世帯 | 4,816人 |
| 計         | 5,600世帯 | 9,854人 |

### 人口の変遷
国勢調査による人口の推移。
| 年                 | 人口   |
| ------------------ | ------ |
| 1995年（平成7年）  | 8,698  |
| 2000年（平成12年） | 8,720  |
| 2005年（平成17年） | 8,739  |
| 2010年（平成22年） | 9,414  |
| 2015年（平成27年） | 9,928  |
| 2020年（令和2年）  | 10,180 |

### 世帯数の変遷
国勢調査による世帯数の推移。
| 年                 | 世帯数 |
| ------------------ | ------ |
| 1995年（平成7年）  | 4,278  |
| 2000年（平成12年） | 4,460  |
| 2005年（平成17年） | 4,657  |
| 2010年（平成22年） | 4,873  |
| 2015年（平成27年） | 5,228  |
| 2020年（令和2年）  | 5,467  |

## 学区
区立小・中学校に通う場合、学区は以下の通りとなる（2025年4月現在）。
| 丁目       | 番地     | 小学校               | 中学校               |
| ---------- | -------- | -------------------- | -------------------- |
| 中町一丁目 | 全域     | 目黒区立油面小学校   | 目黒区立大鳥中学校   |
| 中町二丁目 | 1〜44番  | 目黒区立油面小学校   | 目黒区立目黒中央学校 |
| 中町二丁目 | 45〜50番 | 目黒区立五本木小学校 | 目黒区立目黒中央学校 |

## 交通
町域内に鉄道駅はない。北側にある東急東横線祐天寺駅や、西側にある隣の学芸大学駅、駒沢通りや目黒駅から来る目黒通りを走る路線バスなどが利用される。

## 事業所
2021年（令和3年）現在の経済センサス調査による事業所数と従業員数は以下の通りである。
| 丁目       | 事業所数  | 従業員数 |
| ---------- | --------- | -------- |
| 中町一丁目 | 131事業所 | 783人    |
| 中町二丁目 | 138事業所 | 1,215人  |
| 計         | 269事業所 | 1,998人  |

### 事業者数の変遷
経済センサスによる事業所数の推移。
| 年                 | 事業者数 |
| ------------------ | -------- |
| 2016年（平成28年） | 224      |
| 2021年（令和3年）  | 269      |

### 従業員数の変遷
経済センサスによる従業員数の推移。
| 年                 | 従業員数 |
| ------------------ | -------- |
| 2016年（平成28年） | 1,646    |
| 2021年（令和3年）  | 1,998    |

## 施設
- 目黒区立油面小学校
- 目黒区立目黒中央中学校
- 目黒区立油面公園
- 目黒区立三角山公園
- 目黒区立中町せせらぎ緑地公園
- 東京都水道局　目黒営業所

## その他

### 日本郵便
- 郵便番号 : 153-0065[3]（集配局 : 目黒郵便局[15]）。